# TopoJSON
TopoJSON est un format ouvert d'encodage de données topologiques s'appuyant sur la syntaxe JSON développé par Mike Bostock, le développeur de la bibliothèque D3.js. C'est une extension du format GeoJSON. Le format TopoJSON est plus léger que le format GeoJSON et évite les redondances. Ce format est très utile pour faire des représentations cartographiques de données sur le web.